# 로스알리소스잎귀쥐
로스알리소스잎귀쥐(Phyllotis alisosiensis)는 비단털쥐과에 속하는 설치류이다. 아르헨티나 투쿠만주의 토착종이다. 남아메리카 코노 수르 지역 산악 지대에서 서식한다.

## 분류학
2010년 동물학자 페로(Luis Ignacio Ferro)와 마르티네즈(Juan José Martínez), 바레즈(Rubén M. Barquez)가 처음 기술했다. 완모식표본은 분류 번호 LMC 7542(원본 필드 번호 LIF 772)이다. 성체 수컷 표본으로 피부와 두개골, 골격 등을 포함하고 있다. 2007년 10월 15일 페로(Luis Ignacio Ferro)와 로페즈(Ana María López)가 포획했다. 부모식표본은 분류 번호 LMC 7543(원본 필드 번호 LIF 769)이다. 아성체 수컷으로 피부와 두개골, 골격 등이다. 2007년 10월 13일 포획했다. 모식산지는 아르헨티나 투쿠만주 치킬리가스 캄포 델 로스 알리소스 국립공원 파팔 파라제(27 ° 11'S, 65 ° 57'W, 해발 2175m)이다. 어원학적으로 종소명은 다른 곳에서 얻은 한 점의 표본을 제외한 거의 모든 표본이 발견된 캄포 델 로스 알리소스 국립공원 지명에서 유래했다.

## 분포 및 서식지
아르헨티나 북서부 지역에서 발견되며, 특히 투쿠만주에 분포한다.